# Gorjatsjij sneg
Gorjatsjij sneg (russisk: Горячий снег) er en sovjetisk spillefilm fra 1972 af Gavriil Jegiazarov.

## Medvirkende
- Jurij Nazarov som Ukhanov
- Boris Tokarev som Kuznetsov
- Anatolij Kuznetsov som Vesnin
- Georgij Zjzjonov som Bessonov
- Vadim Spiridonov som Deev